# Gathwane
Gathwane est une ville du Botswana.